# 豊田村 (茨城県)
豊田村（とよだむら）は、茨城県の西部、豊田郡・結城郡に属していた村。現在の常総市の北東部にあたる。南北に長く東西に狭い地形をしており、土地は平坦肥沃のため主として農業が盛んである。

## 地理
- 河川 ： 小貝川

## 歴史
- 1889年（明治22年）4月1日 - 町村制施行により、曲田村、館方村、豊田村、本豊田村が合併して豊田郡豊田村が発足。
- 1896年（明治29年）4月1日 - 豊田郡が結城郡に統合されたため、所属郡が結城郡に変更。
- 1954年（昭和29年）6月1日 - 石下町、岡田村、飯沼村および玉村の一部と合併し、改めて石下町が発足。同日豊田村廃止。合併時の村長は塚本嘉一郎氏であった。